# 萬世橋車站
萬世橋車站（日语：〔〕／ Manseibashi eki ?）可以指下列2座位於現今日本東京都千代田區的鐵路車站：
- 國鐵中央本線曾存在的車站。
- 東京地下鐵道曾存在的車站。

車站名稱的由來是因為靠近神田川的萬世橋，目前兩站皆已廢止（中央本線萬世橋站在法規上為休止營業中）。其他還有鐵道博物館的體驗設施「迷你運轉列車」的同名車站。

## 國鐵 萬世橋車站
國鐵萬世橋車站是曾經位在國有鐵道（休止時為運輸通信省鐵道總局）中央本線的車站。位在東京都神田區（現：千代田區）的神田車站和御茶之水車站之間。

### 年表
- 1912年（明治45年）4月1日 - 萬世橋車站開業。初代站房由辰野金吾設計，與東京站丸之內站房同為仿西式磚造建築。
- 1919年（大正8年）3月1日 - 萬世橋 - 東京間開通，神田車站開業。
- 1923年（大正12年）9月1日 - 關東大震災發生，初代站房被燒毀。
- 1924年（大正13年）春 -  臨時車站啟用。
- 1936年（昭和11年）
  - 4月26日 - 鐵道博物館（之後更名為交通博物館）移轉至此，與萬世橋車站房舍併設。
  - 11月 - 車站解體縮小。
- 1943年（昭和18年）11月1日 - 萬世橋車站營業休止。
- 2006年（平成18年）5月14日 - 交通博物館關閉，其館藏由隔年在埼玉開館的鐵道博物館繼承。
- 2012年（平成24年）7月 - 舊萬世橋車站遺構整備及再開發工事開始[1]。
- 2013年（平成25年）9月14日 - 由萬世橋車站原址改造而成的商業設施「mAAch ecute 神田萬世橋」（マーチエキュート神田万世橋；位於軌道區下方）與文化展覽設施「舊萬世橋站」（旧万世橋駅；位於原車站之遺構與月台）啟用。

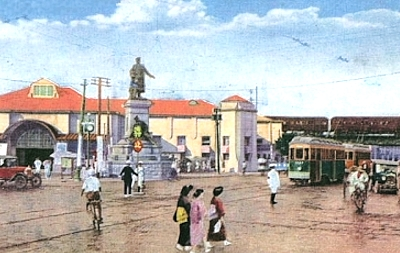
關東大震災後重建的萬世橋站的彩色照片，站房較原本為低。此照推估在1929年之前拍攝。
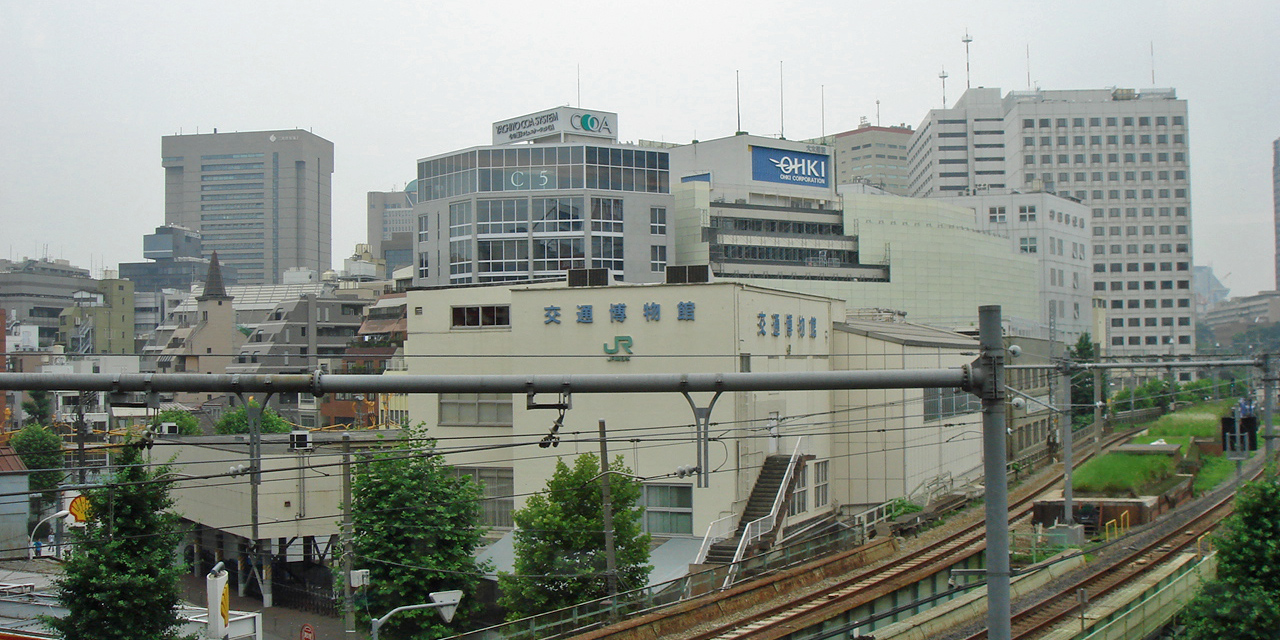
交通博物館與萬世橋站舊跡（右側，2006年攝）
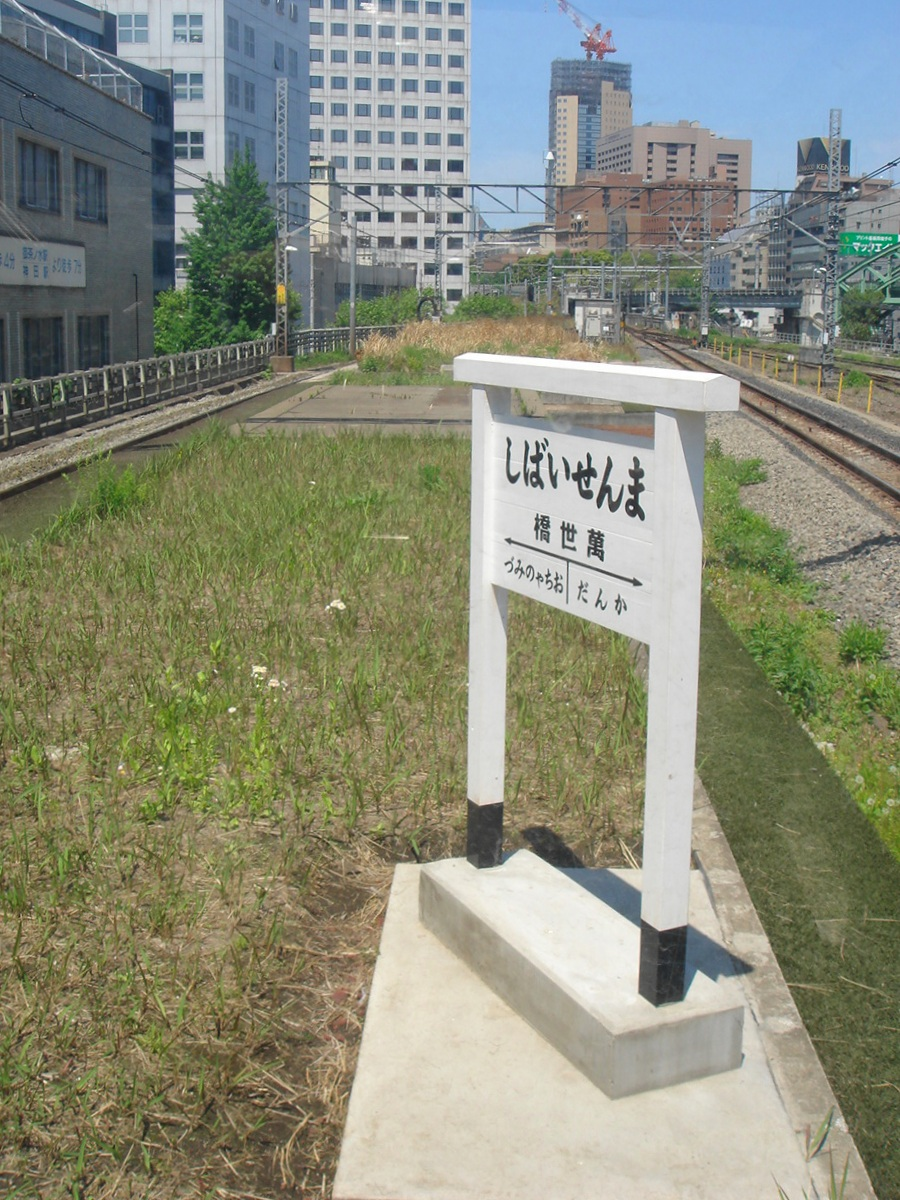
萬世橋站的站名牌（重製品（英语：Replica），2006年攝）
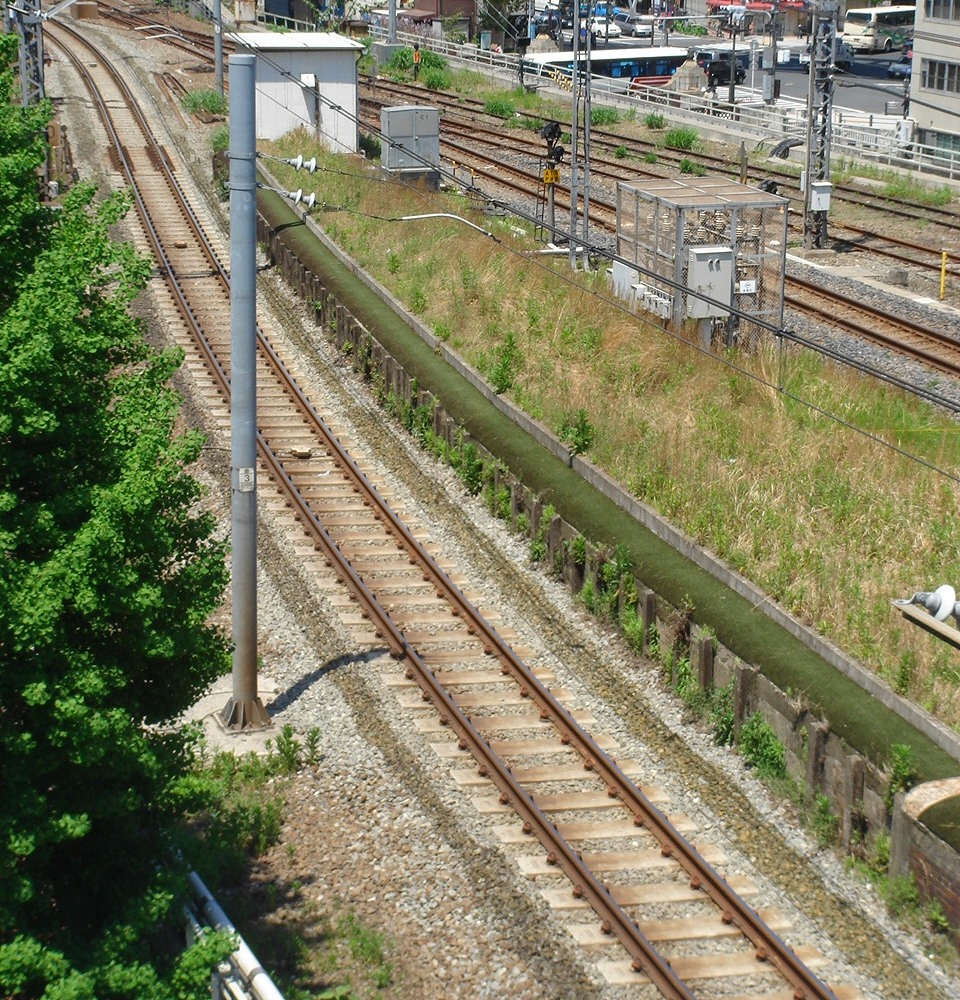
從交通博物館屋頂眺望萬世橋站月台舊跡（2006年攝）
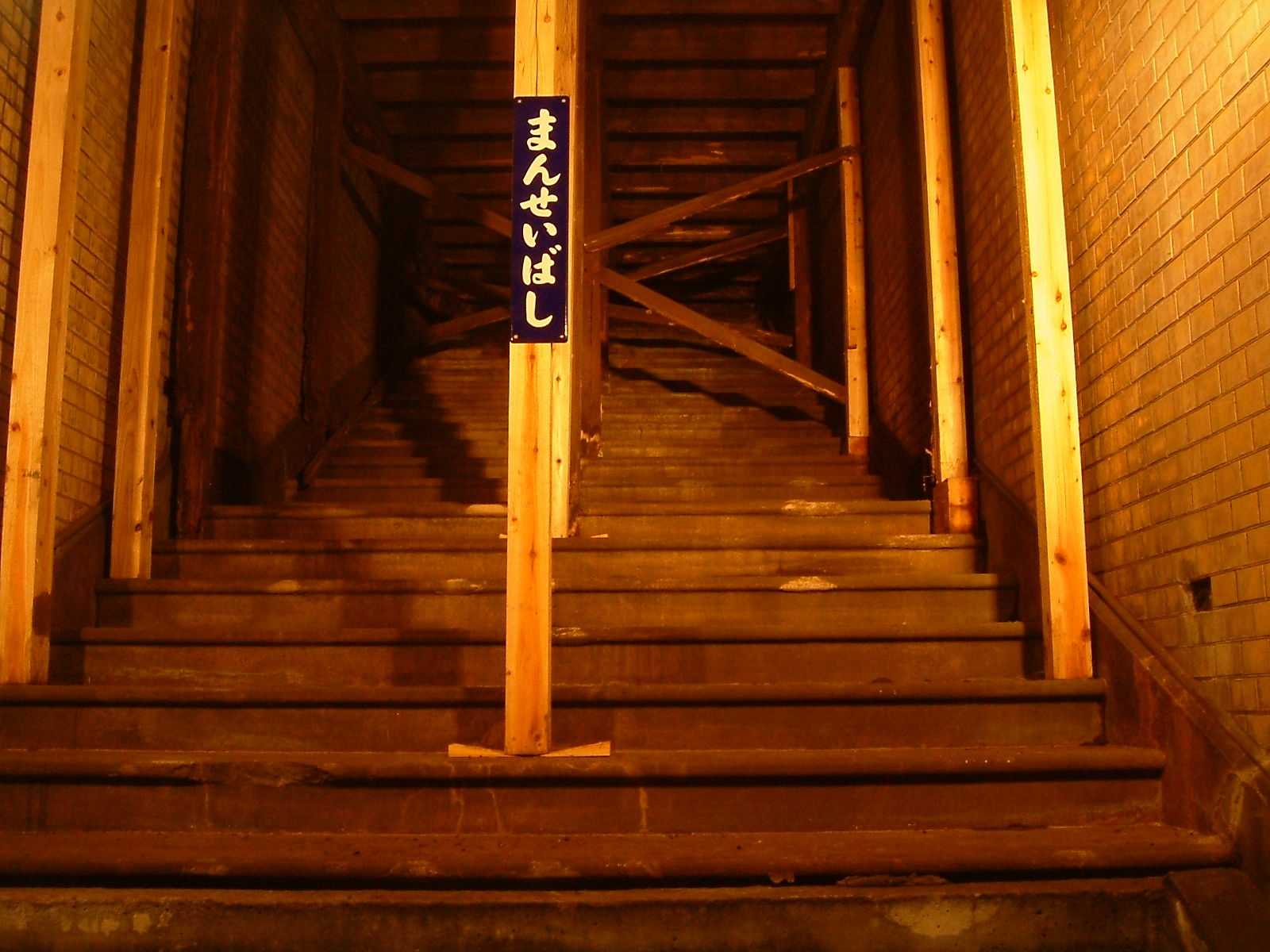
舊國鐵萬世橋站的階梯（2006年攝）
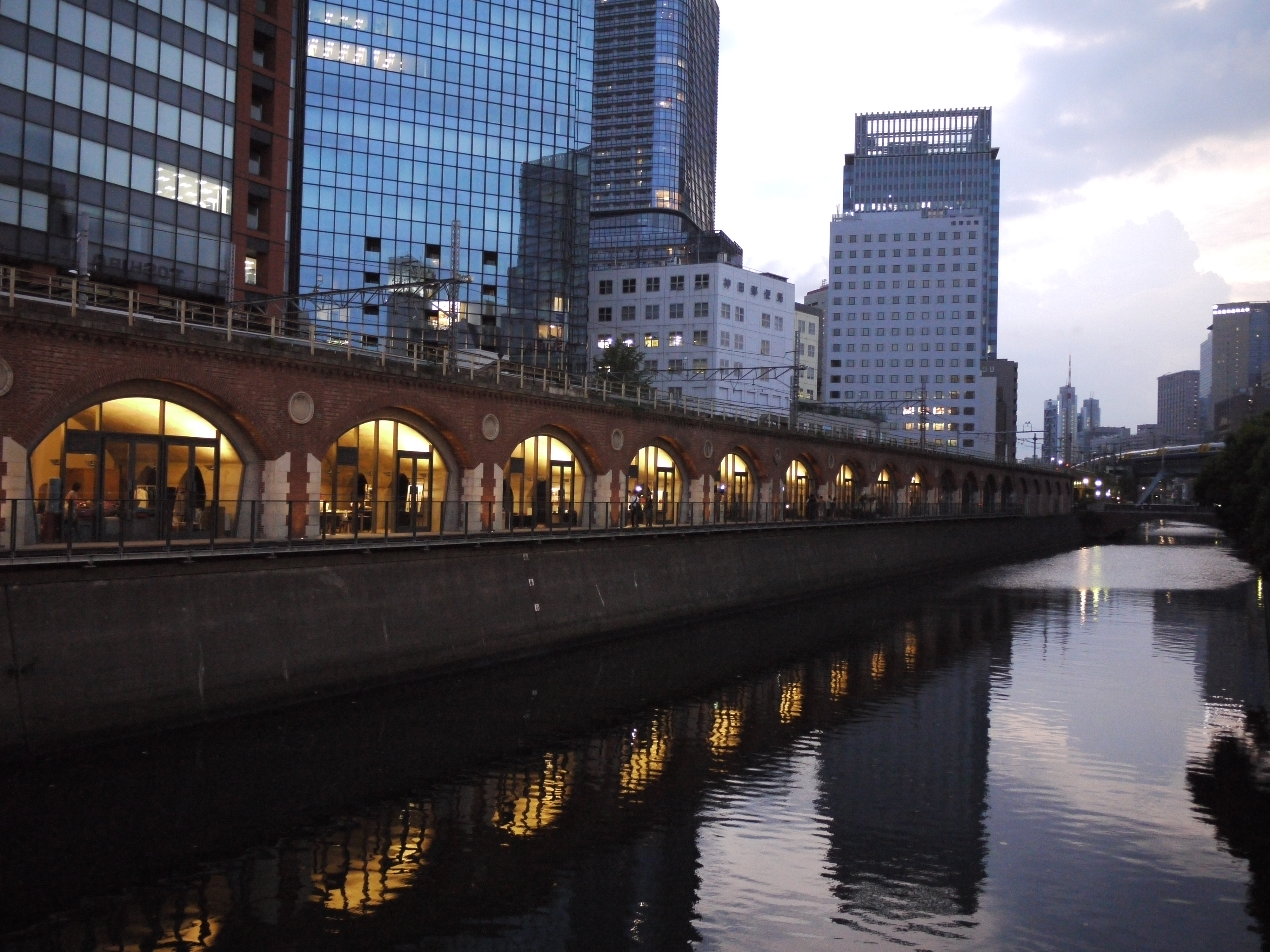
mAAch ecute 神田萬世橋開幕後景觀（2013年9月14日攝）

## 東京地下鐵道 萬世橋車站
東京地下鐵道萬世橋臨時停靠站（東京地下鐵道萬世橋臨時停留場）是曾經位在東京府東京市神田區（現時東京都千代田區）的東京地下鐵道（現時銀座線）的臨時車站。位在末廣町站 - 神田站間，營業期間不足2年。
萬世橋站的設立，主要是因為東京地下鐵道 (現銀座線) 在連接末廣町站及神田站時，列車管道需要於神田川下以交體交叉形式通過，唯有關工程技術 (包括改變河床、河道) 在當時是有一定難度及涉及地形上的複雜性，而且在河道上方的萬世橋本身交通流量甚高，因此為避免影響該區的交通服務及供列車停泊再折返上野方向，鐵道公司便於1930年1月1日在萬世橋下方、連接通過神田川的工程管道盡頭設立此臨時車站。1931年11月21日，隨著上述工程完成，本站於延伸至神田站當日停止營運。
縱使東京地下鐵道萬世橋站只存在不足兩年時間，但因為地點上的優越，乘客於此站轉乘國鐵 (經中央本線萬世橋站)，及東京市電 (經上野線萬世橋站)，因此深受市民歡迎。

## 「鐵道博物館」萬世橋車站
迷你運轉列車萬世橋車站是位在日本埼玉縣埼玉市的鐵道博物館體驗設施「迷你運轉列車」的迷你車站，2007年（平成19年）10月14日開業。

## 脚注
1. ↑  東京の旧万世橋駅遺構、展望デッキやカフェに ＪＲ東日本が再開発 （页面存档备份，存于）,日本経済新聞,2012年7月4日

## 關連項目
- 交通博物館
- 秋葉原

## 外部連結
- 舊萬世橋站 （页面存档备份，存于）
- mAAch ecute 神田萬世橋
- 万世橋駅の建築指示書発見 （页面存档备份，存于）
- 野菊のハッカー まぼろしの銀座線万世橋駅 （页面存档备份，存于）
- 痕跡を探せっ! 東京の廃駅 （页面存档备份，存于）
- 『大正大震災』 （页面存档备份，存于） （近代デジタルライブラリー）